# Siri jezik
Siri jezik (ISO 639-3: sir; sirawa), afrazijski jezik uže zapadnočadske skupine, kojim je po nekim podacima govorilo tek nešto starijih ljudi od 3 234 etničkih pripadnika plemena Siri (2000 WCD) u nigerijskoj državi Bauchi, LGA Ningi; godine 2006. populacija je iznosila 3 800.
Siri se uz još devet jezika pobliže klasificira podskupini B.2. sjeverni bauchi

## Vanjske poveznice
- Ethnologue (14th)
- Ethnologue (15th)